# 北山停留場
北山停留場（日语：／ Kitayama teiryūjō */?）是位於高知縣吾川郡伊野町，屬於土佐電交通伊野線的電車站。

## 歷史
北山停留場在1960年（昭和35年）啟用。在此站啟用前曾經設有北山口停留場（日语：／）和鹽崎停留場（日语：／）。
在1907年（明治40年），伊野線的枝川停留場至伊野停留場之間開通，當時北山口停留場和鹽崎停留場兩電車站啟用。北山口停留場和北山停留場都是距離播磨屋橋10.3公里，而距離鹽崎停留場10.4公里。北山口停留場在1943年（昭和18年）一度暫停服務，於9年後的1952年（昭和27年）重開。
- 1907年（明治40年）11月7日 - 枝川至伊野之間開通[3]。土佐電氣鐵道北山口、鹽崎兩電車站[2][3]。
- 1943年（昭和18年）1月16日 - 北山口電車站暫停營業[3]。
- 1952年（昭和27年）10月15日 - 北山口電車站重開[3]。
- 1960年（昭和35年）11月1日 - 北山口、鹽崎兩電車站合併而廢止[2]。新的北山停留場啟用[3]。
- 2014年（平成26年）10月1日 - 土佐電氣鐵道、高知縣交通（日语：高知県交通）和土佐電Dream Service（日语：土佐電ドリームサービス）合併，土佐電交通成立[4]。成為土佐電交通的電車站。

## 電車站構造
本站建於專用路軌上，並設有2面1線的相對式月台（千鳥式）上。路軌西邊為播磨屋橋方向月台，東邊為伊野方向乘車處，在道路上劃上白線劃分乘車處。

## 電車站周邊
北邊設有山丘。南邊設有與路軌並行國道33號和土讚線。
- 縣交北部交通（日语：県交北部交通） 「北山」巴士站

## 相鄰電車站
土佐電交通
伊野線
北內－北山－鳴谷

## 注腳
1. ↑  《土佐電鉄が走る街 今昔》48-51頁
2. 1 2 3 4 5  今尾惠介（監修）. . 11 中国四国. 新潮社. 2009: 60. ISBN 978-4-10-790029-6 （日语）.
3. 1 2 3 4 5 6 7  《土佐電鉄が走る街 今昔》99・156-158頁
4. ↑  上野宏人. . 毎日新聞 (毎日新聞社). 2014-10-02 （日语）.
5. 1 2  川島令三. . 【図説】 日本の鉄道. 第2巻 四国西部エリア. 講談社. 2013: 42・94頁. ISBN 978-4-06-295161-6 （日语）.
6. 1 2  川島令三.  四国篇. 草思社. 2007: 288-289. ISBN 978-4-7942-1615-1 （日语）.
7. ↑  . 高知新聞社. 1998: 92. ISBN 4-87503-268-4 （日语）.